# George R. Durgan
George Richard Durgan, född 20 januari 1872 i Tippecanoe County i Indiana, död 13 januari 1942 i Indianapolis i Indiana, var en amerikansk politiker (demokrat). Han var ledamot av USA:s representanthus 1933–1935.
Durgan ligger begravd på Spring Vale Cemetery i Lafayette.